# François Prat
Pour les articles homonymes, voir Prat (homonymie).
François Marie Joseph Prat est un homme politique français né en 1764 à Lesneven (Finistère) et mort le 5 février 1833 à Ploudalmézeau (Finistère).

## Biographie
Notaire à Lesneven, il est élu député du Finistère au Conseil des Cinq-Cents le 25 germinal an VI et y siège jusqu'au coup d'État du 18 Brumaire.

## Sources
- « François Prat », dans Adolphe Robert et Gaston Cougny, Dictionnaire des parlementaires français, Edgar Bourloton, 1889-1891 [détail de l’édition]